# Santa Fe (Texas)
Santa Fe ist eine Stadt im Galveston County des US-Bundesstaats Texas.
Das U.S. Census Bureau hat bei der Volkszählung 2020 eine Einwohnerzahl von 12.735 ermittelt.
Am 18. Mai 2018 kam es zum Amoklauf an der Santa Fe High School.